# Edward Wilmot Blyden
Edward Wilmot Blyden (illa de Saint Thomas, Illes Verges Americanes, 3 d'agost de 1832 - Freetown, Sierra Leone, 7 de febrer de 1912) fou un educador, escriptor, diplomàtic i polític afroamericà de Libèria i Sierra Leone crioll. És considerat un crioll de Sierra Leone i alhora un americoliberià, ja que fou una força intel·lectual per la història d'aquestes dues nacions afroamericanes en terres africanes.

## Joventut
Blyden va néixer a Saint Thomas, a les Illes Verges Americanes (quan eren possessió danesa), fill de pares lliures el 3 d'agost del 1832. El seu pare era d'ascendència igbo. Blyden va arribar a Libèria el 1850 i ben aviat es trobà involucrat en el seu desenvolupament. Els seus descendents encara viuen a Freetown. Blyden es va casar amb Sarah Yates, una americana-liberiana. Aquesta era neta del vicepresident de Libèria, Hilary Yates. La parella van tenir tres fills. Posteriorment, Blyden va tenir una relació amb Anna Erskine, una afroamericana de Louisiana, que també era besneta del president mulat de Libèria, James Spriggs-Payne. Blyden va tenir cinc fills amb Anna i els seus descendents de Sierra Leone són descendents d'aquesta unió. Va morir a Freetown, Sierra Leone, el 7 de febrer de 1912 i fou enterrat al Cementiri Racecourse de la capital de Sierra Leone.
Blyden creia que els negres americans patien discriminació i que havien de tenir un rol primordial en el desenvolupament d'Àfrica, que havien d'abandonar Amèrica per a retornar al continent africà. Fou crític amb els afroamericans que no estaven relacionats amb Àfrica.

## Carrera
Entre el 1855 i el 1856, Blyden va editar el Liberia Herald i va escriure A Voice From Bleeding Africa.
Com a diplomàtic, va servir com a ambaixador de Libèria al Regne Unit. També va passar temps a les colònies angleses de l'Àfrica Occidental, sobretot a Nigèria i a Sierra Leone, on va escriure en diversos diaris.
Blyden fou Secretari d'Estat Liberià (1862-64) i Ministre d'Interior (1880-82).
A més a més, donà classes al Liberia College (1862-71), institució de la qual va ser president entre el 1880 i el 1884. Entre el 1901 i el 1906 Blyden va dirigir l'educació dels musulmans de Sierra Leone.

## Obres
Com a escriptor, Blyden és considerat el pare del panafricanisme. Al seu treball més important, Christianity, Islam and the Negro Race (1887), hi diu que la religió islàmica, la més important a l'Àfrica Subsahariana, no ha provocat els efectes negatius del cristianisme, l'altra religió majoritària africana, que va tenir efectes desmoralitzants en les poblacions africanes. Segons ell, a causa d'això, l'islam havia de ser la principal religió africana, enfront de la religió de l'home blanc, el cristianisme.
- Africa for the Africans, «African Repository», Washington, January, 1872.
- African Life and Customs, London, C.M. Phillips, 1908.
- West Africa Before Europe, London, C.M. Phillips, 1905.
- The Call of Providence to the Descendants of Africa in America. A Discourse Delivered to Coloured Congregations in the Cities of New York, Philadelphia, Baltimore, Harrisburg, during the Summer of 1862, «Liberia's Offering», New York, 1862.
- Christianity, Islam and the Negro Race, London, W.B. Whittingham & Co., 1887; 2nd Edition1 888; 3rd Edition 1967 University of Edinburgh Press.
- The Elements of Permanent Influence: Discourse Delivered at the 15th St. Presbyterian Church, Washington, D.C., Sunday, February 16 1890 Washington. R. L. Pedleton, printer, 1890.
- Liberia as a Means, Not an End. Liberian Independence Oration July 26, 1867; African Repository, Washington. November, 1867.
- The Negro in Ancient History, Liberia: Past, Present, and Future, Washington, M'Gill & Witherow Printer, «Methodist Quarterly Review».
- The Origin and Purpose of African Colonization. A Discourse Delivered at the 66th Anniversary of the American Colonization Society, Washington, D. C., January 14, 1883, Washington, 1883.
- A Vindication of the African Race; Being a Brief Examination of the Arguments in Favor of African Inferiority (First Published in Liberia, in August, 1857), «Liberia's Offering», New York, 1862.
- Report on the Falaba Expedition 1872. Addressed to His Excellency Governor J. Pope Hennessy, C.M.G. by E. W. Blyden M.A. Published by authority Freetown, Sierra Leone. Printed at the Government office., 1872.
- Liberia at the American Centennial. «Methodist Quarterly Review», July, 1877.
- America in Africa, Christian Advocate I., July 28, 1898, II August 4, 1898.
- The Negro in the United States, A.M.E. Church Review, Jan. 1900.